# Gheorghe Constantin
Ghorghe Constantin (Bucarest, 14 dicembre 1932 – Bucarest, 9 marzo 2010) è stato un calciatore e allenatore di calcio rumeno, di ruolo centrocampista.

## Palmarès

### Giocatore
- Campionato rumeno: 4

Steaua Bucarest: 1956, 1960, 1961, 1968
- Coppa di Romania: 4

Steaua Bucarest: 1955, 1962, 1966, 1967

### Individuale
- Capocannoniere del campionato rumeno: 3

1960 (20 gol), 1961 (22 gol), 1962 (24 gol)

### Allenatore
- Coppa di Romania: 1

Steaua Bucarest: 1979